# Joanna Macy
Mary Joanne Rogers Macy (Los Ángeles, 2 de mayo de 1929-Berkeley, 19 de julio de 2025), conocida como Joanna Macy, fue una activista ambiental estadounidense, autora y estudiosa del budismo, la teoría general de sistemas y la ecología profunda.

## Biografía
Nació en Los Ángeles en 1929 y creció en la ciudad de Nueva York. De niña la ciudad le parecía "horriblemente restrictiva" y buscaba consuelo en la naturaleza durante los veranos en la granja de su abuelo en el oeste de Nueva York. Atribuye a la poeta y activista Muriel Rukeyser el haberla iniciado en el camino hacia la poesía y la escritura. Cuando estudiaba secundaria en Nueva York, faltó a la escuela y tomó el tren de Long Island a Manhattan para asistir a un recital de poesía de Rukeyser. La sala ya estaba llena cuando llegó Joanna, pero Rukeyser la invitó a subir al escenario y sentarse a sus pies durante la lectura.
Siendo una estudiante destacada del Liceo Francés, obtuvo una beca para Wellesley, donde se especializó en historia religiosa con la intención de convertirse en misionera. Pero una crisis de fe en su último año la llevó a abandonar el cristianismo y estudió asuntos internacionales en Francia con una beca Fulbright.
Se graduó en el Wellesley College en 1950, y como muchos graduados de las universidades, en plena Guerra Fría, fue reclutada por la CIA, pero su carrera en inteligencia fue breve. En 1953, dejó la Agencia para casarse con Francis Underhill Macy.Se mudaron a Alemania, donde su marido trabajó para Radio Liberty, mientras ella perfeccionaba el alemán y descubrió la poesía de Rainer Maria Rilke.
Regresaron a Estados Unidos en 1960. Para entonces, madre de tres hijos, fue contratada por el Departamento de Estado para ayudar a establecer a diplomáticos africanos asignados a Washington, D. C. Esto fue un presagio de las corrientes interculturales que se desarrollarían en su carrera a partir de entonces.
En 1965, con unos 35 años, conoció el budismo por primera vez, y se convirtió en una fuerza decisiva en su vida. Mientras su marido supervisaba a voluntarios del Cuerpo de Paz en India, ella ayudó a Freda Bedi, una británica reclutada por el primer ministro Nehru para reasentar a refugiados budistas tibetanos que huían de la ocupación china. Entre ellos se encontraban lamas cuya educación monástica se había visto interrumpida. Dugu Choegyal Rinpoche, un joven tulku que fue alumno del maestro Drukpa Kagyu Khamtrul Rinpoche, se convirtió en un amigo cercano y de por vida. Conocer a personas tibetanas fue un punto de inflexión y, años más tarde, estuvo entre las primeras personas occidentales a quienes se les permitió entrar en el Tíbet tras la toma de posesión china.
Al regresar a Washington D. C. en 1969, se involucró en las luchas por los derechos civiles y contra la guerra de Vietnam, y comenzó estudios budistas en la Universidad George Washington. En 1972, se trasladó a la Universidad de Siracusa, cuando su esposo se mudó de nuevo por motivos de trabajo. Dos años más tarde, cuando Freda Bedi (para entonces la hermana Karma Khechog Palmo, la primera occidental en tomar los votos como monja budista tibetana) acompañó al XVI Karmapa a Estados Unidos, se refugió con Macy. Sus siguientes maestros fueron theravadas, entre ellos Anagarika Munindra.
Fue portavoz internacional de causas antinucleares, paz, justicia y ambientalismo, reconocida por su libro Coming Back to Life: Practices to Reconnect Our Lives, Our World y la iniciativa Great Turning, que aborda la transformación de, como ella la define, una sociedad de crecimiento industrial a lo que considera una civilización más sostenible.
A finales de los años 70, amplió su compromiso con el cambio social formándose con el famoso organizador comunitario AT Ariyaratne, líder del movimiento Sarvodaya Shramadana. A su regreso a Estados Unidos, comenzó a impartir talleres sobre Desesperación y Empoderamiento en la Era Nuclear, incluso llevándolos a la Unión Soviética tras el desastre de Chernóbil. Su trabajo de Desesperación y Empoderamiento", fue reconocido como parte de la tradición de la ecología profunda tras conocer el trabajo de Arne Naess y John Seed,pero debido a la desilusión con las disputas académicas, lo denominó "The Work that Reconnects".
Obtuvo su doctorado en estudios religiosos en 1978 por la Universidad de Siracusa. Su tesis doctoral Mutual Causality in Buddhism and General Systems Theory, bajo la tutela de Ervin László, se centró en las convergencias entre la causalidad en el pensamiento sistémico y la doctrina central budista de la causalidad mutua o el cosurgimiento interdependiente.
Trabajando con activistas como Ariyaratne profundizó en la integración de la práctica budista y el activismo ambiental. Su libro Thinking Like a Mountain: Toward a Council of All Beings, coescrito en 1988 con John Seed, Pat Fleming y Arne Naess, fue una obra fundamental en la ecología profunda, una perspectiva que rechaza una visión antropocéntrica de la vida en favor de una que considera que todos los componentes del ecosistema son igualmente importantes para el funcionamiento de la Tierra.
En la década de 1980, extendió su preocupación a la energía segura y la contención de materiales radiactivos. Su preocupación por la contaminación nuclear le unió con Naropa, la universidad budista fundada por Trungpa Rinpoche en Boulder, Colorado. Joanna impartió clases en el programa de maestría en liderazgo ambiental de Naropa.
Fue profesora adjunta en tres escuelas de posgrado en el Área de la Bahía de San Francisco: la Escuela Starr King para el Ministerio, la Universidad de Espiritualidad de la Creación, y el Instituto de Estudios Integrales de California.

## Influencias clave
Ervin Laszlo fue quien la introdujo a la teoría de sistemas a través de sus escritos (especialmente Introduction to Systems Philosophy and Systems, Structure and Experience), y quien trabajó con ella como director de su tesis doctoral y en un proyecto para el Club de Roma. Gregory Bateson, a través de sus Pasos hacia una ecología de la mente y en un seminario de verano, también moldeó su pensamiento, al igual que los escritos de Ludwig von Bertalanffy, Arthur Koestler y Hazel Henderson. Fue influenciada en los estudios de sistemas biológicos por Tyrone Cashman y sistemas económicos por Kenneth Boulding. Donella Meadows le proporcionó ideas sobre las consecuencias planetarias de los sistemas descontrolados, y Elisabet Sahtouris le proporcionó más información sobre los sistemas autoorganizados en una perspectiva evolutiva.

## Obra
Publicó diecisiete libros e innumerables publicaciones, individualmente o en colaboración, que reflejan sus amplios intereses, desde el activismo ambiental y social hasta el budismo y la poesía de Rilke, que tradujo en tres volúmenes.
- Macy, Joanna (1983). Despair and Personal Power in the Nuclear Age. New Society Pub. ISBN 0-86571-031-7.[12]
- Macy, Joanna (1985). Dharma and Development: Religion as resource in the Sarvodaya self help movement. Kumarian Press revised ed. ISBN 0-931816-53-X.
- Macy, Joanna; Seed, John; Fleming, Pat; Naess, Arne; Pugh, Dailan (1988). Thinking Like a Mountain: Toward a Council of All Beings. New Society Publishers. ISBN 0-86571-133-X.
- Macy, Joanna (1991). Mutual Causality in Buddhism and General Systems Theory: The Dharma of Natural System (Buddhist Studies Series). State University of New York Press. ISBN 0-7914-0637-7.[13]
- Macy, Joanna (1991). World as Lover, World as Self. Parallax Press. ISBN 0-938077-27-9.[14]
- Macy, Joanna; Barrows, Anita (1996). Rilke's Book of Hours: Love Poems to God: poems by Rainer Maria Rilke. Riverhead Books. ISBN 1-59448-156-3.
- Macy, Joanna; Young Brown, Molly (1998). Coming Back to Life: Practices to Reconnect Our Lives, Our World. New Society Publishers. ISBN 0-86571-391-X.
- Macy, Joanna (2001). Widening Circles: a memoir. New Catalyst Books. ISBN 978-1897408018.[15]
- Macy, Joanna (2010). Pass It On: Five Stories That Can Change the World. Parallax Press. ISBN 9781888375831.
- Macy, Joanna; Johnstone, Chris (2012). Active Hope: how to face the mess we're in without going crazy. New World Library. ISBN 978-1-57731-972-6. (Traducido en español como Esperanza activa en 2018).[16]
- Macy, Joanna; Brown, Molly (2014). Coming back to Life : the updated guide to the work that reconnects. New Society Publishers. ISBN 978-0-86571-775-6. (Traducido en español como Nuestra Vida como Gaia).[6]
- Macy, Joanna (2020). A Wild Love for the World: Joanna Macy and the Work of Our Time. Shambhala Publications. ISBN 978-1-61180-795-0.

## Premios y reconocimientos
- En 2015 la Universidad de Naropa fundó el Joanna Macy Center for Resilience & Regeneration.[17]

## Vida personal
En 1953, se casó con Francis Underhill Macy, activista y académico ruso que fundó el Centro para la Energía Segura.  Tuvieron tres hijos. Tras el fallecimiento de su esposo, en enero de 2009, vivió en Berkeley, California, cerca de sus hijos y nietos. Falleció en Berkeley, California, el 19 de julio de 2025, a la edad de 96 años, por complicaciones posteriores a una caída.